# أوغوستو بينيلي
أوغوستو بينيلي (بالإيطالية: Augusto Binelli)‏ هو لاعب كرة سلة إيطالي سابق. يبلغ طوله 2.13 متر. لعب لفريق فيرتوس بالاكانسترو بولونيا من سنة 1980 إلى 2000 وفاز بخمس بطولات إيطالية. لعب مع منتخب بلاده وفاز ببرونزية بطولة أمم أوروبا لكرة السلة 1985.

## الميداليات
| الميدالية | المسابقة                         |
| --------- | -------------------------------- |
| برونزية   | بطولة أمم أوروبا لكرة السلة 1985 |

## وصلات خارجية
- أوغوستو بينيلي على موقع الاتحاد الدولي لكرة السلة (الإنجليزية)
- أوغوستو بينيلي على موقع سبورتس رفرنس (الإنجليزية)
- أوغوستو بينيلي على موقع كرة السلة الأوروبية.كوم (الإنجليزية)
- أوغوستو بينيلي على موقع ريلجم (الإنجليزية)
- أوغوستو بينيلي على موقع بروبوليرز (الإنجليزية)
- أوغوستو بينيلي على موقع سبورتس رفرنس (الإنجليزية)

- basketpedya.com